# Cilicaeopsis laevis
Cilicaeopsis laevis là một loài chân đều trong họ Sphaeromatidae. Loài này được Nierstrasz miêu tả khoa học năm 1931.